# Ma Shi Chau
Ma Shi Chau ( 馬屎洲 ) est une île accessible à marée basse située dans Tolo Harbour (en) au nord-est des Nouveaux Territoires de Hong Kong.
Elle est reliée à une autre île, Yim Tin Tsai (Tai Po) par un tombolo.
Elle fait partie du Géoparc mondial Unesco de Hong Kong. On y trouve des fossiles d'ammonites, de coraux et de bivalves dans les roches sédimentaires noires du Permien